# Halil Dervişoğlu
Halil İbrahim Dervişoğlu, född 8 december 1999, är en turkisk fotbollsspelare som spelar för Gaziantep, på lån från Galatasaray. Han representerar även det turkiska landslaget.

## Klubbkarriär
Den 9 augusti 2019 värvades Dervişoğlu av Brentford, där han skrev på ett 4,5-årskontrakt med start i januari 2020. Den 6 oktober 2020 lånades Dervişoğlu ut till Twente på ett låneavtal över säsongen 2020/2021. I januari 2021 blev han återkallad till Brentford, men senare under samma månad blev han utlånad till turkiska Galatasaray på ett låneavtal över återstoden av säsongen. Den 1 september 2021 återvände Dervişoğlu till Galatasaray på lån, denna gången över säsongen 2021/2022. Den 1 september 2022 lånades han ut till Championship-klubben Burnley på ett säsongslån.
Den 16 juli 2023 blev Dervişoğlu klar för en återkomst i Galatasaray, där han skrev på ett fyraårskontrakt. Den 9 februari 2024 lånades Dervişoğlu ut till Hatayspor på ett låneavtal över resten av säsongen 2023/2024. Den 13 september 2024 lånades han ut till Gaziantep på ett säsongslån.

## Landslagskarriär
Dervişoğlu debuterade för Turkiets landslag den 27 maj 2021 i en 2–1-vinst över Azerbajdzjan, där han även gjorde ett mål. I juni 2021 blev Dervişoğlu uttagen i Turkiets trupp till EM i fotboll 2020.